# Новий Шлях (Білоцерківський район)
Но́вий Шлях (раніше — Журиків Степ) — село в Україні, у Сквирській міській громаді Білоцерківського району Київської області. Населення становить 2 особи.

## Географія
Село розташоване на правому березі річки Домантівки, правої притоки Сквирки.

## Населення

### Мова
Розподіл населення за рідною мовою за даними перепису 2001 року:
| Мова       | Кількість | Відсоток |
| ---------- | --------- | -------- |
| українська | 2         | 100%     |

1. ↑  Рідні мови в об'єднаних територіальних громадах України — Український центр суспільних даних